# Raasdorf
Raasdorf là một thị trấn ở huyện Gänserndorf thuộc bang Niederösterreich nước Áo. Đô thị Raasdorf có diện tích 13,21 km², dân số năm 2001 là 664 người.